# Osterstrauß

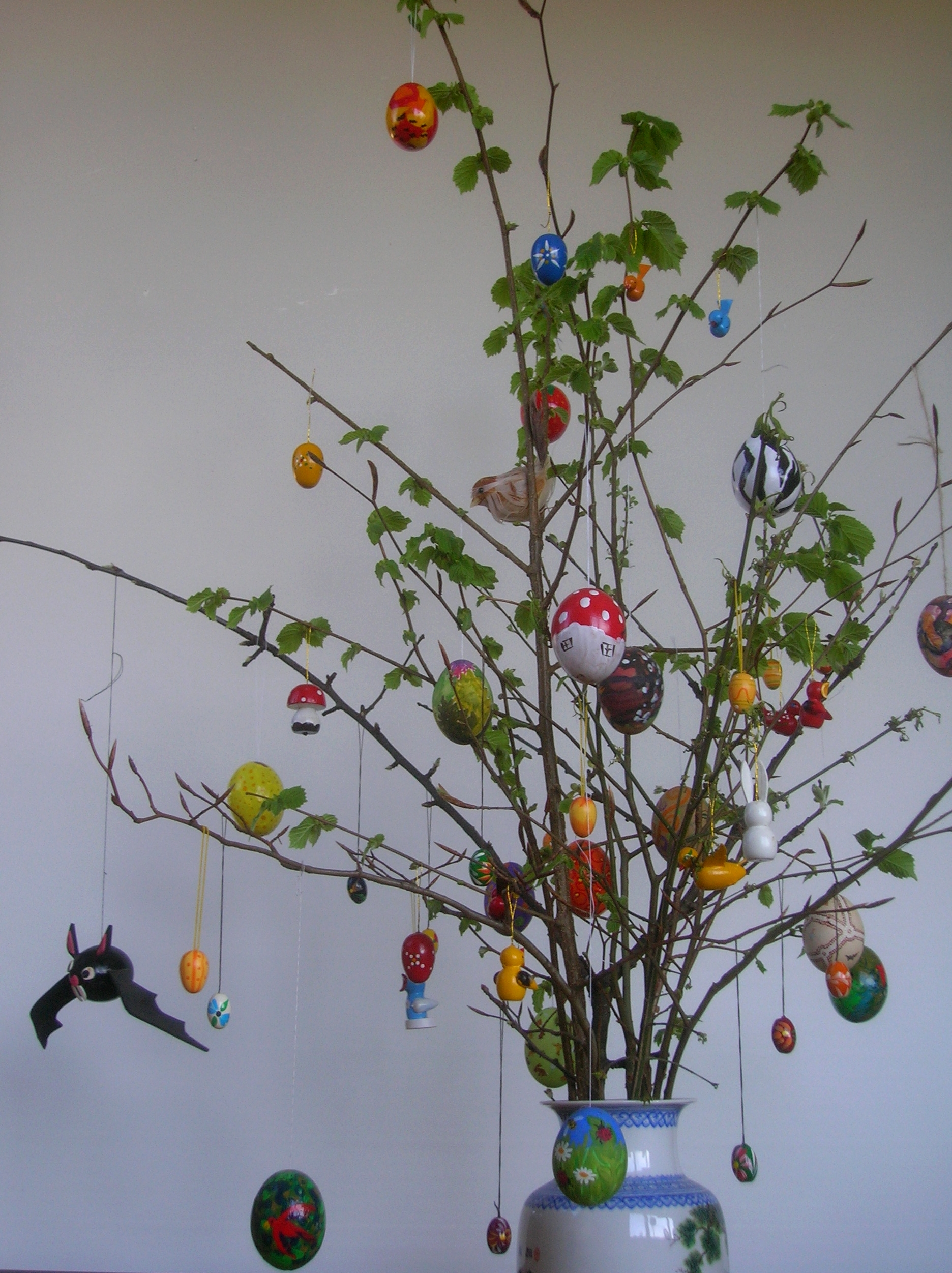
Osterstrauß

Der Osterstrauß ist ein im deutschsprachigen Raum weit verbreiteter Brauch zum Osterfest.
Kurz vor Ostern, meist am Gründonnerstag, werden Zweige geschnitten, die dann bis zum Ostersonntag bei Zimmertemperatur in einer Vase Blätter austreiben. Dies symbolisiert nicht nur die Freude über das Wiedererwachen der Natur im Frühling, sondern auch die Wiederauferstehung Christi. Traditionell werden hierfür Zweige der Birke, der Kirsche, des Hasels und vor allem in katholisch geprägten Gegenden Palmkätzchen verwendet. In jüngerer Zeit finden auch die Zweige der Forsythie und des Korkenzieher-Hasels Verwendung. Am Karsamstag oder direkt am Ostersonntag werden die Zweige mit bunt bemalten Eiern oder auch kleinen österlichen Figuren geschmückt.
In neuerer Zeit kam ebenfalls der Brauch auf, Sträucher und kleine Bäume in den Gärten und vor Kirchen und auf öffentlichen Plätzen mit bunten Ostereiern aus Plastik zu schmücken.